# Стартовый капитал
Стартовый капитал — это денежные или любые другие материальные средства, которые были вложены в предпринимательское дело на начальном этапе. Стартовый капитал включает в себя текущие затраты на начальной стадии развития производства. Фирма должна обладать определенными средствами для того, чтобы начать осуществлять свою деятельность. Стартовый капитал представляет собой вид инвестиций, которые были задействованы еще до момента, когда предприятие начало приносить прибыль.

## Описание
Стартовый капитал необходим для начала осуществления предпринимательской деятельности. Только небольшая часть населения располагает собственными средствами для этого. Большая часть населения не может заниматься предпринимательской деятельностью без кредита, которым обеспечивается стартовый капитал.
Размер стартового капитала зависит от масштабов самого проекта. Практически, ни один вид бизнеса нельзя начать без стартового капитала либо совокупности ресурсов, которые способны обеспечить начало хозяйственной деятельности.
Стартовый капитал формируется в процессе создания самой организации при помощи вкладов ее участников или учредителей. Вклады производятся материальными ценностями, денежными средствами, финансовыми вложениями. Они также могут производится в виде расходов на приобретение прав, которые нужны для того, чтобы осуществить хозяйственную деятельность.
Обычно стартовый капитал состоит из личных сбережений, или денег, взятых в долг. Получить стартовый капитал можно также благодаря привлечению инвестора. В отличие от кредиторов, инвестор не потребует обратно деньги, но при этом он сможет владеть долей компании.
Источниками покрытия текущих затрат, необходимых для начального ведения производства, и которые являются частью стартового капитала, выступают заемные и собственные средства. К собственным средствам относятся деньги, которые нужны для амортизации, сбережения, которые появляются за счет прибыли и капитал, который появляется благодаря продаже акций и облигаций. Собственные средства — это 60-70 % от финансов предприятия. Заемные средства составляет 30-40 % от всех финансов предприятия, к ним относятся коммерческие и банковские кредиты.
Согласно опросам, 74 % предпринимателей, занимающихся малым бизнесом, в качестве стартового капитала использовали свои личные сбережения, 5,3 % одалживали деньги у друзей и знакомых, а 3,2 % занимались формированием стартового капитала на основе государственных источников.